# Ron van Bruchem

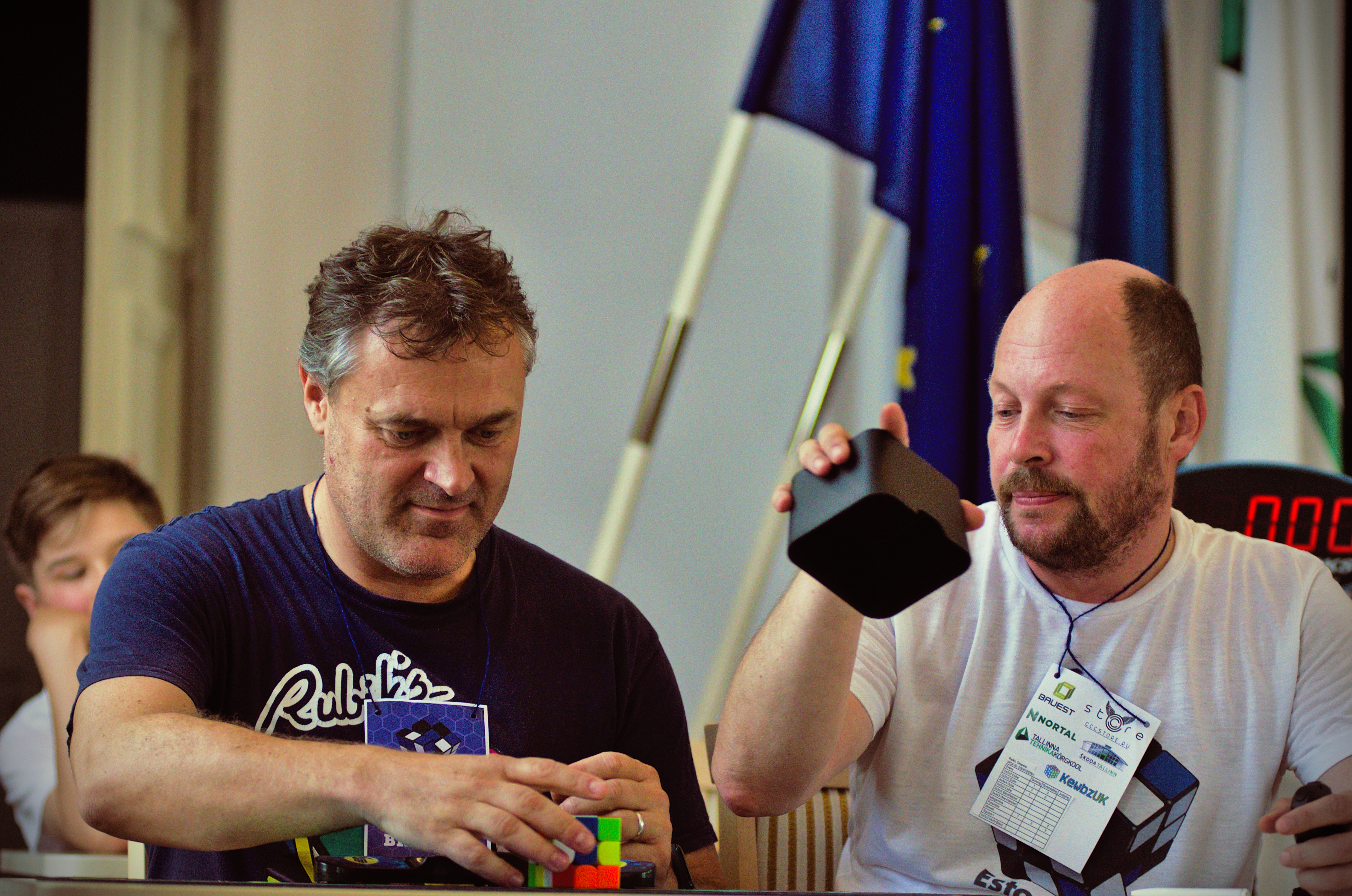
Ron van Bruchem beim Estonian Open 2018

Ron van Bruchem ist ein niederländischer Speedcuber und Informatiker aus Hilversum, der im August 2004 die World Cube Association gegründet hat.

## Leben
1980 bekam Ron van Bruchem seinen ersten Zauberwürfel. Im Jahr 2000 erstellte er die Webseite Speedcubing.com. Er organisierte die Speedcubing-Weltmeisterschaften 2003 und gründete anschließend zusammen mit Tyson Mao die World Cubing Association. Er ist Delegierter der WCA und bis 2018 war er Mitglied des WCA Board.
Beim Belgian Open 2006 stellte er den Weltrekord in der Disziplin 5x5x5 mit einer zeit von 1 Minute 47,22 Sekunden auf. Im UK Open 2007 folgte der nächste Weltrekord im 2x2x2 mit 2,65 Sekunden. Bei der Dutch Championship 2007 brach er den 3x3x3 Weltrekord mit einer Zeit von 9,55 Sekunden.
2006 wurde er Niederländischer Meister im 3x3x3 und 4x4x4 und Europameister im 5x5x5. Bei den Speedcubing-Weltmeisterschaften 2003 wurde er 3. im 4x4x4, Megaminx und Square-1 und in den Speedcubing-Weltmeisterschaften 2005 in 5x5x5.